# Copa Constitució 2019
La Copa Constitució 2019 è stata la 28ª edizione della Coppa di Andorra di calcio. Il torneo è iniziato il 20 gennaio 2019 ed è terminato il 26 maggio 2019. L'FC Santa Coloma era la squadra campione in carica. L'Engordany si è laureato campione per la prima volta.

## Turno eliminatorio
| 20 gennaio 2019  |                   |                 |
| Carroi           | 1 - 3             | UE Santa Coloma |
| Penya Encarnada  | 1 - 1 (11-10 dtr) | Encamp          |
| Atlètic Escaldes | 2 - 1             | Ordino          |
| FS La Massana    | 0 - 3             | Lusitans        |

## Quarti di finale
| 14 marzo 2019   |             |                  |
| Inter Escaldes  | 0 - 1 (dts) | UE Santa Coloma  |
| Engordany       | 2 - 1       | Penya Encarnada  |
| Sant Julià      | 3 - 0       | Atlètic Escaldes |
| FC Santa Coloma | 6 - 0       | Lusitans         |

## Semifinali
| 3 aprile 2019   |                 |                 |
| UE Santa Coloma | 0 - 0 (3-5 dtr) | Engordany       |
| 4 aprile 2019   |                 |                 |
| Sant Julià      | 1 - 2           | FC Santa Coloma |

## Finale
| Arbitro: | Costa Carvalho |

|                     |           |  |
| Ryahi 66’ Gómez 88’ | Marcatori |  |